# Tadeusz Mostowski
Tadeusz Antoni Mostowski, né le 28 octobre 1766 à Varsovie et mort le 6 décembre 1842 à Boulogne-Billancourt, est un écrivain, journaliste, critique littéraire et homme politique polonais.

## Biographie
Fils de Paweł Mostowski et d’Anna Rozalia née Hylzen, le comte Mostowski  fut élevé dans une maison avec une grande tradition intellectuelle. Il étudia au Collegium Nobilium (en) de Varsovie et, pendant un certain temps en France.
En 1790, castallan et sénateur, fondateur et le rédacteur en chef de Gazette nationale et étrangère (pl), dont il Le 3 mai 1791, la Pologne se dota de la Constitution du 3 mai 1791, première constitution en Europe continentale et deuxième constitution du monde après la constitution américaine, et Mostowski fut membre du comité constitutionnel. Mais ayant vu cette cause perdue par l’adhésion du roi Stanisław Potocki à la confédération de Targowica, qui rendait de nouveau la Russie arbitre des destins de la Pologne, il vint en France en 1792.
Lié de principes et d’affections avec les Condorcet, les Vergniaud, les Brissot et leurs amis, il prit part à tous leurs projets et eut, au début de 1793, quelques conférences avec les membres du gouvernement chez le ministre Lebrun, mais elles demeurèrent sans effet par suite des journées du 31 mai et du 2 juin 1793, qui virent, sous la pression de la Commune de Paris et de la Garde nationale, le triomphe des Montagnards et l’exclusion et l’arrestation des députés girondins de la Convention nationale. Mostowski est devenu suspect au parti vainqueur, à cause de ses anciennes relations avec les girondins. La mort de la princesse Lubomirska, conduite à l’échafaud par ce parti, lui fit entrevoir les dangers qu’il courait. Après avoir été incarcéré trois fois, il n’obtint qu’avec beaucoup de peine la permission de retourner dans son pays.
Quoique muni de passeports en règle, il fut arrêté une quatrième fois en traversant le département de la Marne, et traduit au tribunal révolutionnaire de Troyes. Il aurait infailliblement succombé dans cette dernière épreuve, si le hasard n’eût amené sur les lieux Hérault de Séchelles, du comité de salut public, qu’il avait connu à Paris et qui le sauva. Retiré enfin, après tant de dangers, dans sa terre en Pologne, il croyait être à l’abri mais, à peine habitait-il cette retraite depuis quinze jours qu’il vit tout-à-coup sa maison investie par un corps russe aux ordres du général-major Sievers, qui l’arrêta au nom de sa souveraine et le laissa chez lui sous bonne garde.
Mostowski participa à l'insurrection de Tadeusz Kościuszko de 1794 et fit partie du conseil provisoire. Lors de la prise du faubourg de Prague, il était membre du conseil de guerre sous les ordres du général Tomasz Wawrzecki (en), que la captivité de Kościuszko, à la suite de la défaite de Maciejowice, venait de placer à la tête de l’insurrection polonaise.
Mostowski resta à Varsovie avec Ignacy Potocki et quelques autres compagnons d’infortune et reçut du général Souvorov la promesse que les personnes et les propriétés seraient respectées, mais la modération n’entrait pas dans les vues de Catherine II. Non contente de tenir Kosciusko dans la plus dure captivité, elle fit arrêter Mostowski, le 20 décembre 1794, et le garda enfermé par ses ordres à la forteresse Pierre-et-Paul jusqu’au mois de janvier 1797. Rendu à la liberté par Paul Ier, Mostowski se retira dans ses terres, s’y livra à l’agriculture tout en publiant une collection des classiques polonais, et devint membre de la société littéraire de Varsovie.
Au mois de janvier 1806, il eut auprès de l’empereur Napoléon une mission dont le motif n’a jamais été bien connu, et resta à peu près étranger aux affaires de son pays jusqu’à l’abdication de Napoléon. Le tsar Alexandre étant devenu souverain légitime de la Pologne par les décrets de la Sainte-Alliance, chercha d’abord à s’entourer d’hommes revêtus de la confiance de leurs concitoyens, et lui confia les départements de l’Intérieur et de la police générale réunis. En 1832, à la suite de l’Insurrection de novembre 1830, Mostowski s’exile en France, où il avait hérité des biens de son père. À sa mort, il a été enterré au cimetière de Montmartre.

### Sources
- Antoine Vincent Arnault, Antoine Jay et Victor Joseph Etienne Jouy, Biographie nouvelle des contemporains : ou Dictionnaire historique et raisonné de tous les hommes qui, depuis la Révolution Française, ont acquis de la célébrité par leurs actions, leurs écrits, leurs erreurs ou leurs crimes, soit en France, soit dans les pays étrangers, t. 20 THU - Z, Paris, La Librairie Historique, 1825, 477 p. (lire en ligne), p. 405-7.